# Formule 1 v roce 1998
Ve Formuli 1 v roce 1998 se opět uskutečnilo celkem 16 závodů Grand Prix. Mistrem světa se stal poprvé finský závodník Mika Häkkinen s vozem McLaren-Mercedes MP4-13. Pohár konstruktérů získala stáj McLaren.

## Pravidla
- Boduje prvních šest jezdců podle klíče:
  - 1. 10 bodů
  - 2. 6 bodů
  - 3. 4 body
  - 4. 3 body
  - 5. 2 body
  - 6. 1 bod

## Složení týmů
| Číslo                                  | Pilot                                           | Testovací pilot                                                      |                                                                      |
| -------------------------------------- | ----------------------------------------------- | -------------------------------------------------------------------- | -------------------------------------------------------------------- |
| Williams (Winfield Williams F1)        | Williams (Winfield Williams F1)                 | Model: FW20 Motor: Mecachrome GC37 – 01 3,0V10 Pneumatiky: Goodyear  | Model: FW20 Motor: Mecachrome GC37 – 01 3,0V10 Pneumatiky: Goodyear  |
| 1 2                                    | Jacques Villeneuve Heinz-Harald Frentzen        | Juan Pablo Montoya Max Wilson                                        |                                                                      |
| Ferrari (Scuderia Ferrari Marlboro)    | Ferrari (Scuderia Ferrari Marlboro)             | Model: F300 Motor: Ferrari 047 3,0 V10 Pneumatiky: Goodyear          | Model: F300 Motor: Ferrari 047 3,0 V10 Pneumatiky: Goodyear          |
| 3 4                                    | Michael Schumacher Eddie Irvine                 | Luca Badoer                                                          |                                                                      |
| Benetton(Mild Seven Benetton Playlife) | Benetton(Mild Seven Benetton Playlife)          | Model: B198 Motor: Playlife GC37 – 01 3,0V10 Pneumatiky: Bridgestone | Model: B198 Motor: Playlife GC37 – 01 3,0V10 Pneumatiky: Bridgestone |
| 5 6                                    | Giancarlo Fisichella Alexander Wurz             | Není                                                                 |                                                                      |
| McLaren(West McLaren Mercedes)         | McLaren(West McLaren Mercedes)                  | Model: MP4/13 Motor: Mercedes FO110F 3,0 V10 Pneumatiky: Bridgestone | Model: MP4/13 Motor: Mercedes FO110F 3,0 V10 Pneumatiky: Bridgestone |
| 7 8                                    | David Coulthard Mika Häkkinen                   | Ricardo Zonta Nick Heidfeld                                          |                                                                      |
| Jordan (B&H Total Jordan)              | Jordan (B&H Total Jordan)                       | Model: 198 Motor: Mugen Honda MF-301 HC 3,0 V10 Pneumatiky: Goodyear | Model: 198 Motor: Mugen Honda MF-301 HC 3,0 V10 Pneumatiky: Goodyear |
| 9 10                                   | Damon Hill Ralf Schumacher                      | Pedro de la Rosa                                                     |                                                                      |
| Prost(Gauloises Prost Peugeot)         | Prost(Gauloises Prost Peugeot)                  | Model: AP01 Motor: Peugeot A16 3,0 V10 Pneumatiky: Bridgestone       | Model: AP01 Motor: Peugeot A16 3,0 V10 Pneumatiky: Bridgestone       |
| 11 12                                  | Olivier Panis Jarno Trulli                      | Stephane Sarrazin                                                    |                                                                      |
| Sauber(Red Bull Sauber Petronas)       | Sauber(Red Bull Sauber Petronas)                | Model: C17 Motor: Petronas SPE-01D 3.0 V1 0Pneumatiky: Goodyear      | Model: C17 Motor: Petronas SPE-01D 3.0 V1 0Pneumatiky: Goodyear      |
| 14 15                                  | Jean Alesi Johnny Herbert                       | Jörg Müller                                                          |                                                                      |
| Arrows (Danka Arrows)                  | Arrows (Danka Arrows)                           | Model: A19 Motor: Arrows T2-F1 3.0 V10 Pneumatiky: Bridgestone       | Model: A19 Motor: Arrows T2-F1 3.0 V10 Pneumatiky: Bridgestone       |
| 16 17                                  | Pedro Diniz Mika Salo                           | Emmanuel Collard Stephen Watson                                      |                                                                      |
| Stewart (Stewart Ford)                 | Stewart (Stewart Ford)                          | Model: SF2 Motor: Ford VJ Zetec-R 3.0 V10 Pneumatiky: Bridgestone    | Model: SF2 Motor: Ford VJ Zetec-R 3.0 V10 Pneumatiky: Bridgestone    |
| 18 19                                  | Rubens Barrichello Jan Magnussen Jos Verstappen | Není                                                                 |                                                                      |
| Tyrrell(Tyrrell)                       | Tyrrell(Tyrrell)                                | Model: 026 Motor: Ford JD Zetec-R 3.0 V10 Pneumatiky: Bridgestone    | Model: 026 Motor: Ford JD Zetec-R 3.0 V10 Pneumatiky: Bridgestone    |
| 20 21                                  | Ricardo Rosset Toranosuke Takagi                | Není                                                                 |                                                                      |
| Minardi (Minardi Team)                 | Minardi (Minardi Team)                          | Model: M198 Motor: Ford JD Zetec-R 3.0 V10 Pneumatiky: Bridgestone   | Model: M198 Motor: Ford JD Zetec-R 3.0 V10 Pneumatiky: Bridgestone   |
| 22 23                                  | Šindži Nakano Esteban Tuero                     | Laurent Redon                                                        |                                                                      |

- Seznam jezdců Formule 1
- Seznam konstruktérů Formule 1

## Velké ceny
| Datum               | Grand Prix                                         | Náhled | Akce                 | Jezdec                  | Vůz                     | Stav MS       |
| ------------------- | -------------------------------------------------- | ------ | -------------------- | ----------------------- | ----------------------- | ------------- |
| 1. GP 8. březen     | Austrálie Albert Park (Výsledky)                   |        | Závod                | Mika Häkkinen           | McLaren-Mercedes MP4-13 | Mika Häkkinen |
| 1. GP 8. březen     | Austrálie Albert Park (Výsledky)                   | Kolo   | Mika Häkkinen        | McLaren-Mercedes MP4-13 |                         | Mika Häkkinen |
| 1. GP 8. březen     | Austrálie Albert Park (Výsledky)                   | Pole   | Mika Häkkinen        | McLaren-Mercedes MP4-13 |                         | Mika Häkkinen |
| 2. GP 29. březen    | Brazílie Interlagos (Výsledky)                     |        | Závod                | Mika Häkkinen           | McLaren-Mercedes MP4-13 | Mika Häkkinen |
| 2. GP 29. březen    | Brazílie Interlagos (Výsledky)                     | Kolo   | Mika Häkkinen        | McLaren-Mercedes MP4-13 |                         | Mika Häkkinen |
| 2. GP 29. březen    | Brazílie Interlagos (Výsledky)                     | Pole   | Mika Häkkinen        | McLaren-Mercedes MP4-13 |                         | Mika Häkkinen |
| 3. GP 12. duben     | Argentina Autódromo Oscar y Juan Gálvez (Výsledky) |        | Závod                | Michael Schumacher      | Ferrari F300            | Mika Häkkinen |
| 3. GP 12. duben     | Argentina Autódromo Oscar y Juan Gálvez (Výsledky) | Kolo   | Alexander Wurz       | Benetton-Playlife B198  |                         | Mika Häkkinen |
| 3. GP 12. duben     | Argentina Autódromo Oscar y Juan Gálvez (Výsledky) | Pole   | David Coulthard      | McLaren-Mercedes MP4-13 |                         | Mika Häkkinen |
| 4. GP 26. duben     | San Marino Imola (Výsledky)                        |        | Závod                | David Coulthard         | McLaren-Mercedes MP4-13 | Mika Häkkinen |
| 4. GP 26. duben     | San Marino Imola (Výsledky)                        | Kolo   | Michael Schumacher   | Ferrari F300            |                         | Mika Häkkinen |
| 4. GP 26. duben     | San Marino Imola (Výsledky)                        | Pole   | David Coulthard      | McLaren-Mercedes MP4-13 |                         | Mika Häkkinen |
| 5. GP 10. květen    | Španělsko Circuit de Catalunya (Výsledky)          |        | Závod                | Mika Häkkinen           | McLaren-Mercedes MP4-13 | Mika Häkkinen |
| 5. GP 10. květen    | Španělsko Circuit de Catalunya (Výsledky)          | Kolo   | Mika Häkkinen        | McLaren-Mercedes MP4-13 |                         | Mika Häkkinen |
| 5. GP 10. květen    | Španělsko Circuit de Catalunya (Výsledky)          | Pole   | Mika Häkkinen        | McLaren-Mercedes MP4-13 |                         | Mika Häkkinen |
| 6. GP 24. květen    | Monako Circuit de Monaco (Výsledky)                |        | Závod                | Mika Häkkinen           | McLaren-Mercedes MP4-13 | Mika Häkkinen |
| 6. GP 24. květen    | Monako Circuit de Monaco (Výsledky)                | Kolo   | Mika Häkkinen        | McLaren-Mercedes MP4-13 |                         | Mika Häkkinen |
| 6. GP 24. květen    | Monako Circuit de Monaco (Výsledky)                | Pole   | Mika Häkkinen        | McLaren-Mercedes MP4-13 |                         | Mika Häkkinen |
| 7. GP 7. červen     | Kanada Circuit Gilles Villeneuve (Výsledky)        |        | Závod                | Michael Schumacher      | Ferrari F300            | Mika Häkkinen |
| 7. GP 7. červen     | Kanada Circuit Gilles Villeneuve (Výsledky)        | Kolo   | Michael Schumacher   | Ferrari F300            |                         | Mika Häkkinen |
| 7. GP 7. červen     | Kanada Circuit Gilles Villeneuve (Výsledky)        | Pole   | David Coulthard      | McLaren-Mercedes MP4-13 |                         | Mika Häkkinen |
| 8. GP 28. červen    | Francie Magny-Cours (Výsledky)                     |        | Závod                | Michael Schumacher      | Ferrari F300            | Mika Häkkinen |
| 8. GP 28. červen    | Francie Magny-Cours (Výsledky)                     | Kolo   | David Coulthard      | McLaren-Mercedes MP4-13 |                         | Mika Häkkinen |
| 8. GP 28. červen    | Francie Magny-Cours (Výsledky)                     | Pole   | Mika Häkkinen        | McLaren-Mercedes MP4-13 |                         | Mika Häkkinen |
| 9. GP 12. červenec  | Velká Británie Silverstone (Výsledky)              |        | Závod                | Michael Schumacher      | Ferrari F300            | Mika Häkkinen |
| 9. GP 12. červenec  | Velká Británie Silverstone (Výsledky)              | Kolo   | Michael Schumacher   | Ferrari F300            |                         | Mika Häkkinen |
| 9. GP 12. červenec  | Velká Británie Silverstone (Výsledky)              | Pole   | Mika Häkkinen        | McLaren-Mercedes MP4-13 |                         | Mika Häkkinen |
| 10. GP 26. červenec | Rakousko A1 Ring (Výsledky)                        |        | Závod                | Mika Häkkinen           | McLaren-Mercedes MP4-13 | Mika Häkkinen |
| 10. GP 26. červenec | Rakousko A1 Ring (Výsledky)                        | Kolo   | David Coulthard      | McLaren-Mercedes MP4-13 |                         | Mika Häkkinen |
| 10. GP 26. červenec | Rakousko A1 Ring (Výsledky)                        | Pole   | Giancarlo Fisichella | Benetton-Playlife B198  |                         | Mika Häkkinen |
| 11. GP 2. srpen     | Německo Hockenheimring (Výsledky)                  |        | Závod                | Mika Häkkinen           | McLaren-Mercedes MP4-13 | Mika Häkkinen |
| 11. GP 2. srpen     | Německo Hockenheimring (Výsledky)                  | Kolo   | David Coulthard      | McLaren-Mercedes MP4-13 |                         | Mika Häkkinen |
| 11. GP 2. srpen     | Německo Hockenheimring (Výsledky)                  | Pole   | Mika Häkkinen        | McLaren-Mercedes MP4-13 |                         | Mika Häkkinen |
| 12. GP 16. srpen    | Maďarsko Hungaroring (Výsledky)                    |        | Závod                | Michael Schumacher      | Ferrari F300            | Mika Häkkinen |
| 12. GP 16. srpen    | Maďarsko Hungaroring (Výsledky)                    | Kolo   | Michael Schumacher   | Ferrari F300            |                         | Mika Häkkinen |
| 12. GP 16. srpen    | Maďarsko Hungaroring (Výsledky)                    | Pole   | Mika Häkkinen        | McLaren-Mercedes MP4-13 |                         | Mika Häkkinen |
| 13. GP 30. srpen    | Belgie Spa-Francorchamps (Výsledky)                |        | Závod                | Damon Hill              | Jordan-Mugen-Honda 198  | Mika Häkkinen |
| 13. GP 30. srpen    | Belgie Spa-Francorchamps (Výsledky)                | Kolo   | Michael Schumacher   | Ferrari F300            |                         | Mika Häkkinen |
| 13. GP 30. srpen    | Belgie Spa-Francorchamps (Výsledky)                | Pole   | Mika Häkkinen        | McLaren-Mercedes MP4-13 |                         | Mika Häkkinen |
| 14. GP 13. září     | Itálie Monza (Výsledky)                            |        | Závod                | Michael Schumacher      | Ferrari F300            | Mika Häkkinen |
| 14. GP 13. září     | Itálie Monza (Výsledky)                            | Kolo   | Mika Häkkinen        | McLaren-Mercedes MP4-13 |                         | Mika Häkkinen |
| 14. GP 13. září     | Itálie Monza (Výsledky)                            | Pole   | Michael Schumacher   | Ferrari F300            |                         | Mika Häkkinen |
| 15. GP 27. září     | Lucembursko Nürburgring (Výsledky)                 |        | Závod                | Mika Häkkinen           | McLaren-Mercedes MP4-13 | Mika Häkkinen |
| 15. GP 27. září     | Lucembursko Nürburgring (Výsledky)                 | Kolo   | Mika Häkkinen        | McLaren-Mercedes MP4-13 |                         | Mika Häkkinen |
| 15. GP 27. září     | Lucembursko Nürburgring (Výsledky)                 | Pole   | Michael Schumacher   | Ferrari F300            |                         | Mika Häkkinen |
| 16. GP 1. listopad  | Japonsko Suzuka (Výsledky)                         |        | Závod                | Mika Häkkinen           | McLaren-Mercedes MP4-13 | Mika Häkkinen |
| 16. GP 1. listopad  | Japonsko Suzuka (Výsledky)                         | Kolo   | Michael Schumacher   | Ferrari F300            |                         | Mika Häkkinen |
| 16. GP 1. listopad  | Japonsko Suzuka (Výsledky)                         | Pole   | Michael Schumacher   | Ferrari F300            |                         | Mika Häkkinen |

## Konečné hodnocení Mistrovství světa

### Pořadí jezdců
Za umístění v závodě získává body prvních 6 jezdců v cíli. Body jsou rozděleny takto:
| Umístění | 1. | 2. | 3. | 4. | 5. | 6. |
| Body     | 10 | 6  | 4  | 3  | 2  | 1  |

| Poř. | Jezdec                | AUS | BRA | ARG | SMR | ESP | MON | CAN | FRA | GBR | AUT | GER | HUN | BEL | ITA | LUX | JPN | Body |
| ---- | --------------------- | --- | --- | --- | --- | --- | --- | --- | --- | --- | --- | --- | --- | --- | --- | --- | --- | ---- |
| 1    | Mika Hakkinen         | 1   | 1   | 2   | Ret | 1   | 1   | Ret | 3   | 2   | 1   | 1   | 6   | Ret | 4   | 1   | 1   | 100  |
| 2    | Michael Schumacher    | Ret | 3   | 1   | 2   | 3   | 10  | 1   | 1   | 1   | 3   | 5   | 1   | Ret | 1   | 2   | Ret | 86   |
| 3    | David Coulthard       | 2   | 2   | 6   | 1   | 2   | Ret | Ret | 6   | Ret | 2   | 2   | 2   | 7   | Ret | 3   | 3   | 56   |
| 4    | Eddie Irvine          | 4   | 8   | 3   | 3   | Ret | 3   | 3   | 2   | 3   | 4   | 8   | Ret | Ret | 2   | 4   | 2   | 47   |
| 5    | Jacques Villeneuve    | 5   | 7   | Ret | 4   | 6   | 5   | 10  | 4   | 7   | 6   | 3   | 3   | Ret | Ret | 8   | 6   | 21   |
| 6    | Damon Hill            | 8   | DSQ | 8   | 10  | Ret | 8   | Ret | Ret | Ret | 7   | 4   | 4   | 1   | 6   | 9   | 4   | 20   |
| 7    | Heinz-Harald Frentzen | 3   | 5   | 9   | 5   | 8   | Ret | Ret | 15  | Ret | Ret | 9   | 5   | 4   | 7   | 5   | 5   | 17   |
| 8    | Alexander Wurz        | 7   | 4   | 4   | Ret | 4   | Ret | 4   | 5   | 4   | 9   | 11  | 16† | Ret | Ret | 7   | 9   | 17   |
| 9    | Giancarlo Fisichella  | Ret | 6   | 7   | Ret | Ret | 2   | 2   | 9   | 5   | Ret | 7   | 8   | Ret | 8   | 6   | 8   | 16   |
| 10   | Ralf Schumacher       | Ret | Ret | Ret | 7   | 11  | Ret | Ret | 16  | 6   | 5   | 6   | 9   | 2   | 3   | Ret | Ret | 14   |
| 11   | Jean Alesi            | Ret | 9   | 5   | 6   | 10  | 12  | Ret | 7   | Ret | Ret | 10  | 7   | 3   | 5   | 10  | 7   | 9    |
| 12   | Rubens Barrichello    | Ret | Ret | 10  | Ret | 5   | Ret | 5   | 10  | Ret | Ret | Ret | Ret | DNS | 10  | 11  | Ret | 4    |
| 13   | Mika Salo             | Ret | Ret | Ret | 9   | Ret | 4   | Ret | 13  | Ret | Ret | 14  | Ret | DNS | Ret | 14  | Ret | 3    |
| 14   | Pedro Diniz           | Ret | Ret | Ret | Ret | Ret | 6   | 9   | 14  | Ret | Ret | Ret | 11  | 5   | Ret | Ret | Ret | 3    |
| 15   | Johnny Herbert        | 6   | 11  | Ret | Ret | 7   | 7   | Ret | 8   | Ret | 8   | Ret | 10  | Ret | Ret | Ret | 10  | 1    |
| 16   | Jan Magnussen         | Ret | 10  | Ret | Ret | 12  | Ret | 6   |     |     |     |     |     |     |     |     |     | 1    |
| 17   | Jarno Trulli          | Ret | Ret | 11  | Ret | 9   | Ret | Ret | Ret | Ret | 10  | 12  | Ret | 6   | 13  | Ret | 12† | 1    |
| 18   | Ricardo Rosset        | Ret | Ret | 14  | Ret | DNQ | DNQ | 8   | Ret | Ret | 12  | DNQ | DNQ | DNS | 12  | Ret | DNQ | 0    |
| 19   | Olivier Panis         | 9   | Ret | 15  | 11  | 16  | Ret | Ret | 11  | Ret | Ret | 15  | 12  | DNS | Ret | 12  | 11  | 0    |
| 20   | Toranosuke Takagi     | Ret | Ret | 12  | Ret | 13  | 11  | Ret | Ret | 9   | Ret | 13  | 14  | Ret | 9   | 16  | Ret | 0    |
| 21   | Shinji Nakano         | Ret | Ret | 13  | Ret | 14  | 9   | 7   | 17  | 8   | 11  | Ret | 15  | 8   | Ret | 15  | Ret | 0    |
| 22   | Esteban Tuero         | Ret | Ret | Ret | 8   | 15  | Ret | Ret | Ret | Ret | Ret | 16  | Ret | Ret | 11  | Ret | Ret | 0    |
| 23   | Jos Verstappen        |     |     |     |     |     |     |     | 12  | Ret | Ret | Ret | 13  | Ret | Ret | 13  | Ret | 0    |

### Pohár konstruktérů
1. McLaren 156
2. Ferrari 133
3. Williams 38
4. Jordan 34
5. Benetton 33
6. Sauber 10
7. Arrows 6
8. Stewart 5
9. Prost 1

### Národy
1. Velká Británie 124
2. Německo 117
3. Finsko 103
4. Kanada 21
5. Rakousko 17
6. Itálie 17
7. Francie 9
8. Brazílie 7
9. Dánsko 1